# Hydriomena furtivata
Hydriomena furtivata là một loài bướm đêm trong họ Geometridae.